# Raïon de Chatsk
Le raïon de Chatsk (en ukrainien : Шацький район, Chatskskyï raïon) est une subdivision de l'oblast de Volhynie, dans l'ouest de l'Ukraine. Son centre administratif est la commune urbaine de Chatsk.

## Géographie
Le raïon s'étend sur 759 km2 au sud de l'oblast. Il est limité au nord par la Biélorussie, à l'est par le raïon de Ratne et le raïon de Stara Vyjivka, au sud par le raïon de Liouboml et à l'ouest par la Pologne et la Biélorussie.

## Histoire
Le raïon de Chatsk a été créé le 20 janvier 1940. À la suite des réformes de Khrouchtchev, en 1963, il fut rattaché au raïon de Liouboml. Le raïon de Chatsk a été restauré par la Rada d'Ukraine le 3 février 1993.

## Population
Recensements (*) ou estimations de la population :
| 1959*  | 1970*  | 1979*  | 2009   | 2010   | 2011   |
| ------ | ------ | ------ | ------ | ------ | ------ |
| 29 771 | 17 408 | 17 338 | 17 295 | 17 157 | 17 084 |

Le raïon ne compte aucune ville et une seule commune urbaine, Chatsk.